# Aqcha (huyện)
Aqcha là một huyện thuộc tỉnh Jowzjan, Afghanistan. Dân số thời điểm năm 1999 là 89,992 người.